# Burak Kaplan
Burak Kaplan (* 1. Februar 1990 in Köln) ist ein türkischer Fußballspieler, der im zentralen oder äußeren Mittelfeld eingesetzt wird.

## Laufbahn
Kaplans erster Verein war der SSV Vingst 05. Dort spielte er von 1994 bis 1997, als er von Talentsuchern der Mannschaft Bayer 04 Leverkusen entdeckt und verpflichtet wurde. Hier durchlief er fortan alle Nachwuchsabteilungen und spielte unter anderem in der A-Junioren-Bundesliga, wo er in seiner letzten Jugendsaison mit 17 Treffern bester Torschütze seiner Mannschaft war. Daneben gab er in dieser Spielzeit sein Seniorendebüt, am 20. Dezember 2008 für die Reservemannschaft Leverkusens. Am 18. Spieltag der Regionalliga West 2008/09 erzielte er in der Schlussphase des Heimspiels gegen den SC Verl als Joker den Treffer zum 2:2-Endstand. Dennoch wurde er in dieser Saison nur ein weiteres Mal eingesetzt.
Die Vorbereitung auf die Bundesliga-Spielzeit 2009/10 absolvierte Kaplan mit der ersten Mannschaft Leverkusens, wobei er die Verantwortlichen überzeugte und einen bis 2012 datierten Profivertrag unterschrieb. Zum Einsatz kam er zunächst jedoch weiterhin nur bei den Amateuren, bis er am 16. Spieltag, beim 2:2-Auswärtsunentschieden gegen Hertha BSC, in der Halbzeitpause den verletzten Daniel Schwaab ersetzte und so zu seiner Bundesliga-Premiere kam. Auch bei diesem Debüt schoss er ein Tor zur zwischenzeitlichen 2:1-Führung Leverkusens. Bei seinem Startelfdebüt am 32. Spieltag traf Kaplan beim 3:0 über Hannover 96 ebenfalls und legte ein weiteres Tor auf.
Nachdem er in der Hinrunde der Saison 2010/11 kein einziges Bundesligaspiel für die Werkself bestritten hatte, wurde er im Januar 2011 bis zum Saisonende an die SpVgg Greuther Fürth ausgeliehen. Dort erzielte er in der 2. Bundesliga in sechs Einsätzen drei Tore jeweils als Einwechselspieler. Trotzdem wurde er nach Querelen im Verein, als er sich nach mehr Einsatzzeiten für sich erkundigte, aus disziplinarischen Gründen vor Ablauf der Saison aus dem Kader gestrichen.
Am 27. Mai 2011 gab der türkische Erstligist Beşiktaş Istanbul die Verpflichtung von Burak Kaplan bekannt, womit dieser auch in das Land seiner Eltern wechselte. Beşiktaş zahlte für Kaplan eine Ablösesumme von 650.000 Euro und gab ihm einen Dreijahresvertrag. Sein erstes Spiel für Beşiktaş bestritt er am 16. Spieltag der Saison 2011/12, als er im Auswärtsspiel gegen Samsunspor in der 59. Minute für Necip Uysal eingewechselt wurde.
Anfang Januar 2013 absolvierte Kaplan ein Probetraining beim deutschen Drittligisten Preußen Münster, wechselte allerdings am Ende des Monats auf Leihbasis zu deren Ligakonkurrenten SV Babelsberg 03.
Zur Saison 2013/14 wurde er zunächst an den Zweitligaaufsteiger Fethiyespor ausgeliehen, wechselte aber, ebenfalls auf Leihbasis, am 30. Januar 2014 für die Rückrunde zum KFC Uerdingen 05. Im Sommer 2014 wechselte er dann fest zum West-Regionalligisten SG Wattenscheid 09. In der Hinrunde der Saison 2016/17 wurde Kaplan aus dem Kader der 09er gestrichen. Aus diesem Grund wechselte er in der Winterpause zum Oberligisten FC Kray. Dieser stieg am Saisonende in die Landesliga ab.
Im Januar 2018 kehrte er in seine Geburtsstadt Köln zurück und schloss sich dem Kreisligisten SC Brück 07 an. Seit Sommer 2020 spielte er bei mehreren unterklassigen Vereinen in Köln.